# Johannes von Rodenkirchen
Johannes von Rodenkirchen (* 13. Jahrhundert; † 14. Jahrhundert) war ein römisch-katholischer Geistlicher und von 1315 bis 1317 Domherr in Münster.

## Leben
Johannes von Rodenkirchen entstammte einem münsterischen Patriziergeschlecht und findet als Dechant zu St. Ludgeri in Münster am 4. November 1311 urkundliche Erwähnung. Dieses Amt hatte er bis 1331 inne. 1315 wurde er Domherr zu Münster und war Beauftragter des Bischofs Ludwig.